# Friedrich Schmitz (Botaniker)
Friedrich Schmitz (* 8. März 1850 in Saarbrücken; † 24. Januar 1895 in Greifswald) war ein deutscher Botaniker. Sein offizielles botanisches Autorenkürzel lautet „F.Schmitz“.

## Leben und Wirken
Schmitz studierte ab 1867 an der Universität Bonn Mathematik und Naturwissenschaften vor allem bei Johannes von Hanstein und Ernst Pfitzer. Bei Hanstein wurde er Assistent und veröffentlichte mit diesem bereits während seines Studiums eine Arbeit mit dem Titel „Ueber die Entwicklungsgeschichte der Blüthen einiger Piperaceen“. 1870 studierte er an der Universität Würzburg bei Julius Sachs. Im selben Jahr wurde er zum Deutsch-Französischen Krieg als Soldat eingezogen. Nach seiner Rückkehr wurde er mit einer Arbeit über das „Fibrovasalsystem im Blüthenkolben der Piperaceen“ in Bonn promoviert.
Schmitz wechselte an die Universität Halle, dann an die Universität Straßburg, wo er als wissenschaftlicher Assistent von Anton de Bary arbeitete. 1874 habilitierte er sich in Halle für Botanik und Pharmazie.
In der folgenden Zeit widmete er sich vor allem den Kryptogamen, hier vor allem den Algen. Dabei gelang ihm der Nachweis, dass Algen- und Pilzzellen, von denen man bis dahin annahm, sie hätten keine Kerne, nicht nur einen solchen enthalten, sondern zudem auch andere Organellen, darunter die Plastiden. Mit seinen Untersuchungen an Süßwasser- und Meeresalgen konnte er zeigen, dass die Chloroplasten autonome Zellorganellen darstellen und nicht „de novo“, sondern durch Teilung auseinander hervorgehen (Schmitz 1883). Schmitz prägte auch den Ausdruck Chromatophor.
Bei seinen Untersuchungen wandte Schmitz erstmals in der Botanik Färbemethoden an, wie sie Zoologen bei deren Zelluntersuchungen schon längere Zeit verwendeten und die er bei einem Studienaufenthalt an der Zoologischen Station in Neapel 1878 kennengelernt hatte.
1878 erhielt er einen Ruf als außerordentlicher Professor an die Universität Bonn, wo er zwei Jahre lang neben Hanstein wirkte und auch von 1878 bis 1884 Kustos des Botanischen Gartens war. 1884 erhielt er einen Ruf als Nachfolger von Julius Münter an die Universität Greifswald. In Greifswald organisierte er den Botanischen Garten neu und richtete besondere Räume für mikroskopische Übungen ein.
1885 wurde er zum Mitglied der Deutschen Akademie der Naturforscher Leopoldina gewählt.
Schmitz starb an einer Lungenentzündung.

## Schriften
- Die Chromatophoren der Algen. Vergleichende Untersuchungen über Bau und Entwicklung der Chlorophyllkörner und analogen Farbkörper der Algen. Verh. Nat. Ver. Preuss. Rheinlande und Westfalen 40, 1883; Seiten 1–180.
- Beiträge zur Kenntnis der Chromatophoren. Jb. f. wiss. Bot. 15, 1884; Seiten 1–177.